# Malcolm Brogdon
Malcolm Moses Adams Brogdon, né le 11 décembre 1992 à Norcross en Géorgie, est un joueur américain de basket-ball. Il évolue aux postes de meneur et arrière aux Wizards de Washington.

## Biographie

### Carrière universitaire
En mars 2016, Brogdon reçoit le trophée de meilleur joueur de l'Atlantic Coast Conference.
Avec Virginie, il arrive à l'Elite Eight où il s'incline 62 à 68 contre l'Orange de Syracuse. À la fin du mois de mars, il est nommé dans le meilleur cinq majeur de la saison NCAA aux côtés de Buddy Hield, Brice Johnson, Tyler Ulis et Denzel Valentine.

### Carrière professionnelle
Sélectionné en 36e position par les Bucks de Milwaukee lors de la draft NBA de 2016, il signe un contrat de 2 années minimum avec cette franchise, le 30 juillet 2016. Il intègre ainsi l'effectif définitif des Bucks pour la saison suivante.
Il fait ses débuts en NBA lors du match d'ouverture de la saison des Bucks le 26 octobre 2016 qu'il termine avec huit points, cinq rebonds et cinq passes décisives en 21 minutes de jeu, en étant remplaçant lors de la défaite 107 à 96 chez les Hornets de Charlotte. Le 1er novembre 2016, il marque 14 points et intercepte quatre ballons (son record en carrière) lors de la victoire 117 à 113 contre les Pelicans de La Nouvelle-Orléans. Le 23 décembre 2016, lors de la victoire 123 à 96 contre les Wizards de Washington, il marque les sept tirs qu'il prend pour finir la rencontre avec 17 points et sept passes décisives en 29 minutes. Le 31 décembre, il réalise son premier triple-double en carrière avec 15 points, 12 passes décisives et 11 rebonds lors de la victoire 116 à 96 contre les Bulls de Chicago. Le 8 janvier 2017, il marque 22 points, son record en carrière, lors de la défaite 107 à 101 chez les Wizards de Washington. Le 10 janvier 2017, lors de la victoire 109 à 107 contre les Spurs de San Antonio, il termine avec 17 points, 6 rebonds et 6 passes décisives et marque les quatre derniers points du match.
En 2017, il est élu NBA Rookie of the Year face à Dario Šarić et Joel Embiid, deux joueurs des 76ers de Philadelphie.
Le 18 mars 2019, à la suite de sa blessure au pied, il devient le huitième joueur de NBA à intégrer le 50-40-90 club avec des statistiques de 51% au tir, 43% à 3 points et 93% aux lancers francs.
À l'intersaison, en tant qu'agent libre restreint, il signe un contrat de 85 millions de dollars sur 4 ans avec les Pacers de l'Indiana.
Début juillet 2022, il est envoyé aux Celtics de Boston contre Daniel Theis, Aaron Nesmith, Nik Stauskas, Malik Fitts, Juwan Morgan et un premier tour de draft 2023.
En octobre 2023, il est transféré vers les Trail Blazers de Portland avec Robert Williams III et deux premiers tours de draft contre Jrue Holiday.
En juin 2024, avec plusieurs choix de draft, il est échangé aux Wizards de Washington contre Deni Avdija.

## Palmarès

### Distinctions personnelles
- NBA Rookie of the Year en 2017.
- NBA Sixth Man of the Year en 2023.
- NBA All-Rookie First Team en 2017.
- J. Walter Kennedy Citizenship Award en 2020.

- Consensus second-team All-American (2015).
- Consensus first-team All-American (2016).
- NABC Defensive Player of the Year (2016).
- ACC Player of the Year (2016).
- 3× First-team All-ACC (2014-2016).
- 2× ACC Defensive Player of the Year (2015, 2016).

## Statistiques

### Universitaires
Les statistiques en matchs universitaires de Malcolm Brogdon sont les suivantes :
| Saison    | Équipe   | Matchs | Titul. | Min./m | % Tir | % 3pts | % LF | Rbds/m. | Pass/m. | Int/m. | Ctr/m. | Pts/m. |
| --------- | -------- | ------ | ------ | ------ | ----- | ------ | ---- | ------- | ------- | ------ | ------ | ------ |
| 2011-2012 | Virginie | 28     | 1      | 22,4   | 39,6  | 32,4   | 80,0 | 2,82    | 1,36    | 0,50   | 0,11   | 6,71   |
| 2013-2014 | Virginie | 37     | 37     | 31,4   | 41,3  | 37,0   | 87,5 | 5,43    | 2,73    | 1,19   | 0,14   | 12,70  |
| 2014-2015 | Virginie | 34     | 34     | 32,5   | 42,2  | 34,4   | 87,9 | 3,94    | 2,38    | 0,71   | 0,41   | 14,00  |
| 2015-2016 | Virginie | 37     | 37     | 34,1   | 45,7  | 39,1   | 89,7 | 4,05    | 3,11    | 0,95   | 0,24   | 18,24  |
| Total     | Total    | 136    | 109    | 30,6   | 43,0  | 36,5   | 87,6 | 4,15    | 2,46    | 0,86   | 0,23   | 13,30  |

### Professionnelles
| Recrue/rookie de la saison | Sixième homme de l'année |

gras = ses meilleures performances

#### Saison régulière
| Saison    | Équipe    | Matchs | Titul. | Min./m | % Tir | % 3pts | % LF | Rbds/m. | Pass/m. | Int/m. | Ctr/m. | Pts/m. |
| --------- | --------- | ------ | ------ | ------ | ----- | ------ | ---- | ------- | ------- | ------ | ------ | ------ |
| 2016-2017 | Milwaukee | 75     | 28     | 26,4   | 45,7  | 40,4   | 86,5 | 2,84    | 4,23    | 1,12   | 0,16   | 10,23  |
| 2017-2018 | Milwaukee | 48     | 20     | 29,9   | 48,5  | 38,5   | 88,2 | 3,25    | 3,17    | 0,85   | 0,27   | 13,02  |
| 2018-2019 | Milwaukee | 64     | 64     | 28,6   | 50,5  | 42,6   | 92,8 | 4,50    | 3,20    | 0,72   | 0,20   | 15,64  |
| 2019-2020 | Indiana   | 54     | 54     | 30,9   | 43,8  | 32,6   | 89,2 | 4,85    | 7,06    | 0,65   | 0,19   | 16,54  |
| 2020-2021 | Indiana   | 56     | 56     | 34,5   | 45,3  | 38,8   | 86,4 | 5,25    | 5,88    | 0,88   | 0,27   | 21,18  |
| 2021-2022 | Indiana   | 36     | 36     | 33,5   | 44,8  | 31,2   | 85,6 | 5,14    | 5,89    | 0,83   | 0,39   | 19,08  |
| 2022-2023 | Boston    | 67     | 0      | 26,0   | 48,4  | 44,4   | 87,0 | 4,18    | 3,70    | 0,67   | 0,27   | 14,93  |
| Total     | Total     | 400    | 258    | 29,5   | 46,7  | 38,8   | 87,9 | 4,20    | 4,61    | 0,82   | 0,24   | 15,40  |

Mise à jour le 28 avril 2023

#### Playoffs
| Saison | Équipe    | Matchs | Titul. | Min./m | % Tir | % 3pts | % LF | Rbds/m. | Pass/m. | Int/m. | Ctr/m. | Pts/m. |
| ------ | --------- | ------ | ------ | ------ | ----- | ------ | ---- | ------- | ------- | ------ | ------ | ------ |
| 2017   | Milwaukee | 6      | 6      | 30,5   | 40,0  | 47,6   | 0,0  | 4,33    | 3,50    | 0,50   | 0,33   | 9,00   |
| 2018   | Milwaukee | 7      | 5      | 26,6   | 43,6  | 26,3   | 80,0 | 3,43    | 2,43    | 0,14   | 0,00   | 8,71   |
| 2019   | Milwaukee | 7      | 2      | 28,3   | 44,9  | 37,8   | 63,6 | 4,86    | 3,43    | 0,71   | 0,14   | 13,00  |
| 2020   | Indiana   | 4      | 4      | 40,0   | 40,0  | 37,5   | 89,3 | 4,30    | 10,00   | 1,00   | 0,00   | 21,50  |
| 2023   | Boston    | 19     | 0      | 24,9   | 41,8  | 37,9   | 82,9 | 3,50    | 2,90    | 0,20   | 0,30   | 11,90  |
| Total  | Total     | 43     | 17     | 27,9   | 42,1  | 37,8   | 82,1 | 3,90    | 3,70    | 0,40   | 0,20   | 12,00  |

Mise à jour le 1er octobre 2023

## Records sur une rencontre en NBA
Les records personnels de Malcolm Brogdon en NBA sont les suivants, :
| Type de statistique        | Saison régulière | Saison régulière        | Saison régulière | Playoffs | Playoffs             | Playoffs      |
| Type de statistique        | Record           | Adversaire              | Date             | Record   | Adversaire           | Date          |
| -------------------------- | ---------------- | ----------------------- | ---------------- | -------- | -------------------- | ------------- |
| Points                     | 36               | Raptors de Toronto      | 25 janvier 2021  | 34       | @ Heat de Miami      | 22 août 2020  |
| Paniers marqués            | 13               | Rockets de Houston      | 6 janvier 2021   | 11       | @ Heat de Miami      | 22 août 2020  |
| Paniers tentés             | 25               | 2 fois                  | 2 fois           | 18       | Heat de Miami        | 18 août 2020  |
| Paniers à 3 points réussis | 7                | 2 fois                  | 2 fois           | 5        | @ Raptors de Toronto | 24 avril 2017 |
| Paniers à 3 points tentés  | 11               | @ Heat de Miami         | 21 mars 2021     | 8        | @ Raptors de Toronto | 19 mai 2019   |
| Lancers francs réussis     | 15               | Celtics de Boston       | 11 décembre 2019 | 9        | Heat de Miami        | 18 août 2020  |
| Lancers francs tentés      | 15               | 2 fois                  | 2 fois           | 10       | Heat de Miami        | 18 août 2020  |
| Rebonds offensifs          | 7                | @ Rockets de Houston    | 14 avril 2021    | 2        | Raptors de Toronto   | 23 mai 2019   |
| Rebonds défensifs          | 13               | Thunder d'Oklahoma City | 21 avril 2021    | 9        | Raptors de Toronto   | 23 mai 2019   |
| Rebonds totaux             | 15               | 2 fois                  | 2 fois           | 11       | Raptors de Toronto   | 23 mai 2019   |
| Passes décisives           | 13               | 3 fois                  | 3 fois           | 14       | @ Heat de Miami      | 22 août 2020  |
| Interceptions              | 5                | Mavericks de Dallas     | 21 janvier 2019  | 2        | 3 fois               | 3 fois        |
| Contres                    | 2                | 9 fois                  | 9 fois           | 1        | 3 fois               | 3 fois        |
| Balles perdues             | 7                | Bucks de Milwaukee      | 25 octobre 2021  | 5        | @ Heat de Miami      | 22 août 2020  |
| Minutes jouées             | 46               | Lakers de Los Angeles   | 24 novembre 2021 | 43       | @ Heat de Miami      | 22 août 2020  |

- Double-double : 32 (dont 3 en playoffs)
- Triple-double : 2

Dernière mise à jour : 30 novembre 2024

## Salaires
| Saison      | Équipe              | Salaire      |
| ----------- | ------------------- | ------------ |
| 2016-2017   | Bucks de Milwaukee  | 925 000 $    |
| 2017-2018   | Bucks de Milwaukee  | 1 312 611 $  |
| 2018-2019   | Bucks de Milwaukee  | 1 544 951 $  |
| 2019-2020   | Pacers de l'Indiana | 20 000 000 $ |
| 2020-2021   | Pacers de l'Indiana | 20 700 000 $ |
| 2021-2022   | Pacers de l'Indiana | 21 700 000 $ |
| Total Gains | Total Gains         | 66 182 562 $ |
| 2022-2023   | Celtics de Boston   | 22 600 000 $ |
| 2023-2024   | Celtics de Boston   | 22 500 000 $ |
| 2024-2025   | Celtics de Boston   | 22 500 000 $ |